# Dente Italiano
Dente Italiano – szczyt w paśmie Prealpi Vicentine, w Alpach Wschodnich. Leży w regionie Wenecja Euganejska, w północnych Włoszech.